# 竹内擁騎
竹内 擁騎（たけうち ようき、1991年2月23日 - ）は、日本のラグビー選手。

## プロフィール
- ポジションはフッカー(HO)。
- 身長 172cm、体重 100kg
- 関西大学Ａリーグのベストフィフティーンに選ばれたことがある[1]。

## 略歴
大分舞鶴高校、大阪体育大学、大阪教員団、シドニーユニバーシティーを経て、2017年、Honda Heatに加入。同年9月17日に行われたジャパンラグビートップチャレンジリーグ釜石シーウェイブスRFC戦にて途中出場でトップチャレンジリーグでの公式戦初出場を果たす。
2019年、Honda Heatを退団した。